# 学校法人真宗大谷学園
学校法人真宗大谷学園（がっこうほうじんしんしゅうおおたにがくえん）は、 真宗大谷派（東本願寺）が母体となって設立した親鸞の思想に基づく仏教系の学校法人。仏教精神にもとづいた人間教育を行い、「人間」にかかわる様々な学問（「人間学」）の研究成果を広く社会に公開することを建学の理念としている。

## 沿革
創設期
- 1665年（寛文5年） 東本願寺別邸渉成園内に学寮を創設（大谷大学の前身）。
- 1755年（宝暦5年） 学寮を高倉魚棚町（高倉通魚棚上ル富屋町・現在の京都市下京区高倉通六条上ル富屋町）に移転し、高倉学寮と改称（1873年 貫練場、1879年 貫練教校、1882年 大学寮と改称）。
- 1868年（慶応4年） 護法場を学寮外に付設し、真宗学の他に国学・儒学・天学・洋教を教授する。

中高校設立
- 1875年（明治8年） 京都府下小教校を貫練場に併設開校（大谷中高等学校の前身）（1877年 京都小教校、1881年 京都教校と改称。1884年 卓屋町（京都市下京区）に移転。1886年 大学寮兼学部に属す）。
- 1888年（明治21年） 京都府立尋常中学校を東本願寺が維持経営することとなり、大学寮兼学部を同校に併摂し、新町出水北入（京都市上京区藪之内町]）に移転。
- 1893年（明治26年） 京都府立尋常中学校を京都府に返還し、従来の大学寮兼学部を大谷尋常中学校と改称 （1894年 真宗第一中学寮と改称・現在地（京都市東山区今熊野池田町）に移転、1896年 真宗京都中学と改称）。

大学近代化
- 1896年（明治29年） 大学寮を真宗大学と高倉大学寮とに分離し、真宗大学には本科・研究科を置き、専門的な大学として学制を整える。
- 1901年（明治34年） 真宗大学を東京巣鴨に移転し、学制に根本的改革を加え、真宗学・仏教学と共に哲学・史学・文学・語学の各課程を置く近代的な文科大学として開設。清沢満之が初代学長に就任。
- 1911年（明治44年） 真宗大学と高倉大学寮を合して真宗大谷大学と改称し、京都高倉魚棚にて開校（1913年 現在地（京都市北区小山上総町）に移転）。

法人化
- 1922年（大正11年） 財団法人真宗教育財団の設立を文部大臣より認可。
- 1922年（大正11年） 真宗大谷大学を大谷大学と改称し、大学令による設立を文部大臣より認可。
- 1923年（大正12年） 真宗京都中学を大谷中学校と改称し、中学校令による設立を文部大臣より認可。
- 1925年（大正14年） 佐々木月樵学長、入学宣誓式において「大谷大学樹立の精神」を告示。

新制移行
- 1947年（昭和22年） 新制大谷中学校開設（1948年 新制大谷高等学校開設）。
- 1949年（昭和24年） 新制大谷大学（文学部）開設（1965年 文学部を真宗学科・仏教学科・哲学科・社会学科・史学科<現 歴史学科>・文学科の6学科制とする）。
- 1950年（昭和25年） 大谷大学短期大学部（仏教科）を大谷大学に併設（1963年 国文科<現在廃止>、1966年 幼児教育科<現 幼児教育保育科>開設）。
- 1951年（昭和26年） 財団法人真宗教育財団の学校法人真宗大谷学園への組織変更を文部大臣より認可。
- 1953年（昭和28年） 大谷大学大学院文学研究科修士課程開設（1955年 博士後期課程開設）。
- 1960年（昭和35年） 大谷中学校にバタビアシステム教育を日本で初めて導入。
- 1963年（昭和38年） 大谷高等学校普通科にバタビアコースを開設し、6ヵ年中高一貫コースとなった。

幼稚園設立
- 1966年（昭和41年） 大谷幼稚園を宇治市に設立（1993年 2年保育から3年保育に拡充）。

九州に短大設立
- 1970年（昭和45年） 九州大谷短期大学（仏教学科・国文学科<現 表現学科>・幼児教育学科）を福岡県筑後市に設立。

学園の充実
- 1978年（昭和53年） 大谷大学2号館完成。
- 1981年（昭和56年） 真宗総合研究所 開設。
- 1982年（昭和57年） 大谷大学「博綜館」完成。旧赤レンガ本館を改修し「尋源館」と改称。
- 1993年（平成5年） 大谷大学文学部国際文化学科開設。
- 1994年（平成6年） 大谷幼稚園を大谷大学の付属幼稚園とする。
- 1995年（平成7年） 九州大谷短期大学専攻科福祉専攻開設。
- 1997年（平成9年） 大谷中学校、男子校を共学化（2000年 大谷高等学校、男子校を共学化）。
- 1998年（平成10年）「大谷大学湖西キャンパス（滋賀県大津市雄琴北）」完成。
- 1999年（平成11年） 九州大谷短期大学福祉学科開設。
- 2000年（平成12年） 大谷大学3号館・新体育館・部室棟が完成。大谷大学湖西キャンパスセミナーハウス完成。大谷大学文学部人文情報学科開設。
- 2001年（平成13年） 大谷大学に真宗総合学術センター「響流館」完成。「図書館」「博物館（2003年 博物館指定）」を併置。
- 2009年（平成21年） 大谷大学4・5号館完成。大谷大学文学部教育・心理学科開設
- 2010年（平成22年） 九州大谷真宗研究所を設立。九州大谷短期大学大谷講堂完成。
- 2012年（平成24年） 大谷幼稚園新園舎完成。
- 2018年（平成30年）大谷大学に新教室棟「慶聞館」完成。大谷大学に教育学部・社会学部を開設し、文学部とともに3学部とする。
- 2021年（令和3年）文学部を真宗学・仏教学・哲学科・歴史学・文学の5学科制とする。国際学部（国際文化学科）を開設し、4学部とする。大谷大学短期大学部を廃止。

## 参考資料
- 『大谷大学百年史』大谷大学百年史編集委員会編、大谷大学、2001年10月
- 『学校法人真宗大谷学園2011』学校法人真宗大谷学園発行、2011年